# Ich und meine Frau
Ich und meine Frau ist eine österreichische Filmkomödie in Schwarzweiß aus dem Jahr 1953 von Eduard von Borsody. Die Hauptrollen sind mit Paula Wessely und Attila Hörbiger besetzt. Das Drehbuch verfasste der Regisseur zusammen mit Karl Farkas und Friedrich Schreyvogel. Es basiert auf einer Filmnovelle von Fritz Rotter. Die Außenaufnahmen entstanden in Reichenau an der Rax in Niederösterreich. Im deutschsprachigen Raum kam der Streifen zum ersten Mal am 4. August 1953 in Stuttgart ins Kino. Die österreichische Erstaufführung erfolgte am 28. August 1953 in Wien.

## Handlung
Der selbständige Musikalienhändler Hermann Naglmüller kann manchmal ein wahres Ekel von Mensch sein. Beruflich wehrt er sich gegen alle Neuerungen, und daheim spielt er sich als Haustyrann auf. Darunter leiden nicht nur die Töchter Ursula, Gloria und Viktoria, sondern auch seine Gattin Sophie. Diese zeigt keinerlei Launen und bringt für alles Verständnis auf. Jeden Tag punkt acht Uhr morgens hat das Frühstück auf dem Tisch zu stehen. Dabei ertappt eines Tages das Familienoberhaupt die älteste Tochter, wie sie Carl Hausleitners Bestseller „Wenn das Herz spricht“ liest. Ein Krach ist unvermeidlich. Die Zwillinge Gloria und Viktoria ziehen es sogleich vor, in die Schule zu fliehen. Hermann knallt die Tür zu und eilt in sein Geschäft.
Kaum ist die Mutter mit ihrer ältesten Tochter allein, muss sie erfahren, dass sich Ursula in einen gewissen Kurt Amreiner verliebt hat und die zwei gerne heiraten möchten, aber leider scheitere eine baldige Eheschließung am fehlenden Geld. Sophie sichert ihr Hilfe zu. Tags darauf fährt sie mit den Zwillingen zum Rodeln, um jenen Kurt – er betreibt einen Schlittenverleih – unter die Lupe zu nehmen. Als Hermann am Abend nach Hause kommt, ist weder seine Frau da noch der Tisch gedeckt. Der Hausherr kocht vor Wut.
Gleich am nächsten Morgen geht Sophie zur Bank und hebt eine größere Summe vom Konto eines gewissen Carl Hausleitner ab. Als alle Formalitäten erledigt sind, vergisst sie, das Sparbuch mitzunehmen. Der Kassier kann die Kundin nicht erreichen und ruft deshalb bei ihrem Mann im Geschäft an. Auf diese Weise erfährt Hermann, dass seine Gattin von einem fremden Mann Geld erhält. Nach Feierabend geht er zum ersten Mal in eine Bar und lässt sich volllaufen. Als er ziemlich spät nach Hause kommt, platzt er in die Geburtstagsfeier seiner Zwillinge und schlägt Krach. Daraufhin beschließt das mit der Familie befreundete Ehepaar Elli und Puffi, Schicksal zu spielen:
Elli begleitet ihre Freundin Sophie zu einem Tanzabend. Hermann sucht mit seinem Freund Puffi die Villa auf, in der die Party stattfindet. Er geht aber nicht hinein, sondern klettert auf einen Baum, um von dort einen Blick in den Festsaal zu werfen. Entsetzt muss er mit ansehen, wie seine Gattin in den Armen eines fremden Mannes das Tanzbein schwingt. Jetzt kommt nur noch die Scheidung in Frage!
Als Hermann erfährt, dass jener ominöse Carl Hausleitner lediglich ein Pseudonym ist, unter dem seine Frau den Bestseller „Wenn das Herz spricht“ schrieb und dafür auch noch einen Preis erhalten hat, bekommt er ein schlechtes Gewissen. Er geht in sich und nimmt sich vor, ein anderer Mensch zu werden. Am Telefon sagt er jetzt nicht mehr „Ich und meine Frau“, sondern „Meine Frau und ich.“ 

## Produktionsnotizen
Der Film wurde im Atelier Wien-Sievering produziert. Die Außenaufnahmen entstanden auf der Rax.

## Auszeichnungen
Das österreichische Bundesministerium für Unterricht zeichnete Ich und meine Frau mit dem Graf-Kolowrat-Sascha-Wanderpokal für den besten österreichischen Film 1953 aus.

## Kritik
Das Lexikon des internationalen Films zieht folgendes Fazit: „Ein treuherziger Familienfilm, der Paula Wessely Gelegenheit gibt, das Bild der edlen, bescheidenen und lebensklugen Ehe- und Hausfrau zu idealisieren.“

## Quelle
- Programm zum Film: Das Neue Film-Programm, erschienen im gleichnamigen Verlag H. Klemmer & Co., Neustadt an der Weinstraße, ohne Nummernangabe